# Bitter & Sweet/インストール
「Bitter & Sweet/インストール」(ビタースウィート/インストール)は、Bitter & Sweetのデビューシングル。2014年3月19日にUP-FRONT WORKSから発売された。

## 概要
- Bitter & Sweetの1stインディーズシングル。また、田﨑あさひにとってはソロ時代から通算して3枚目の音楽ソフトのリリースである。ユニット初ステージとなった2013年末の『Hello! Project COUNTDOWN PARTY 2013 〜GOOD BYE & HELLO!〜』で発表された2楽曲、ユニット名を冠したセルフタイトル曲「Bitter & Sweet」「インストール」を収録している。
- 表題の2曲とそれぞれのInstrumentalヴァージョンを収録したCD1枚と、両曲のミュージックビデオを収録したDVD1枚からなる2枚組構成で、商品分類上はDVDが本体となっている（UFBW-1340～1）。

## 収録曲

### DVD
1. Bitter & Sweet（Music Video）
2. インストール（Music Video）
3. Bitter & Sweet（Instrumental Ver.）
4. インストール（Instrumental Ver.）

### CD
1. Bitter & Sweet
作詞：佐藤舞花、作曲：平川達也、編曲：鈴木Daichi秀行
2. インストール
作詞：唐沢美帆、作曲：森口友美、編曲：鈴木Daichi秀行
3. Bitter & Sweet（Instrumental）
4. インストール（Instrumental）

## クレジット
- El&Ac G, B and プログラミング - 鈴木Daichi秀行
- Ds. - 山内優
- Chorus - Bitter & Sweet
- Recorded by 鈴木Daichi秀行 at Studio Cubic
- Mixed by 小杉麻樹 at Studio Cubic
- Assistant Engineer: 杉山ダニエル祐樹 at Studio Cubic[注 1]